# Chris Osgood
Christopher John »Chris« Osgood, kanadski hokejist, * 26. november 1972, Peace River, Alberta, Kanada.
Osgood je bil leta 1991 kot 54. izbran na NHL naboru s strani kluba Detroit Red Wings, za katerega je prvič zaigral v sezoni 1993/94. V ligi NHL, kjer je igral po dve sezoni še za kluba New York Islanders in St. Louis Blues, je skupno odigral 744 tekem rednega dela, na katerih mu je 50-krat uspel shutout, ubranil pa je 90,5% strelov, ter 129 tekem končnice, na katerih mu je 15-krat uspel shutout, ubranil pa je 91,5% strelov. Z Detroit Red Wingsi, za katere je odigral štirinajst sezon, je trikrat osvojil Stanleyjev pokal, v sezonah 1996/97, 1997/98 in 2007/08, pri čemer je bil v zadnjih dveh sezonah prvi vratar kluba. Kot eden redkih NHL vratarjev je dosegel neposredni gol na prvenstveni tekmi proti Hartford Whalersom v sezoni 1995/96.

## Pregled kariere
Odebeljeno - reprezentančni nastopi, glej tudi Statistika pri hokeju na ledu.
| Moštvo                | Liga | Sezona |    | Redni del | Redni del | Redni del | Redni del | Redni del | Redni del | Redni del | Redni del |    | Končnica | Končnica | Končnica | Končnica | Končnica | Končnica | Končnica | Končnica |
| --------------------- | ---- | ------ | -- | --------- | --------- | --------- | --------- | --------- | --------- | --------- | --------- | -- | -------- | -------- | -------- | -------- | -------- | -------- | -------- | -------- |
| Moštvo                | Liga | Sezona | OT | PG        | G         | P         | T         | KM        | GT        | OD        | OT        | PG | G        | P        | T        | KM       | GT       | OD       |          |          |
| Medicine Hat Tigers   | WHL  | 89/90  |    | 57        | 228       |           |           |           |           | 4.42      |           |    | 3        | 17       |          |          |          |          | 5.89     |          |
| Medicine Hat Tigers   | WHL  | 90/91  |    | 46        | 173       |           |           |           |           | 3.95      |           |    | 12       | 42       |          |          |          |          | 3.53     |          |
| Medicine Hat Tigers   | WHL  | 91/92  |    | 15        | 44        |           |           |           |           | 3.22      |           |    |          |          |          |          |          |          |          |          |
| Brandon Wheat Kings   | WHL  | 91/92  |    | 16        | 60        |           |           |           |           | 4.04      |           |    |          |          |          |          |          |          |          |          |
| Seattle Thunderbirds  | WHL  | 91/92  |    | 21        | 65        |           |           |           |           | 3.20      |           |    | 15       | 51       |          |          |          |          | 3.38     |          |
| Adirondack Red Wings  | AHL  | 92/93  |    | 45        | 159       |           |           |           |           | 3.91      |           |    | 1        | 2        |          |          |          |          | 2.03     |          |
| Adirondack Red Wings  | AHL  | 93/94  |    | 4         | 13        |           |           |           |           | 3.26      |           |    |          |          |          |          |          |          |          |          |
| Detroit Red Wings     | NHL  | 93/94  |    | 41        | 105       |           |           |           |           | 2.86      | .895      |    | 6        | 12       |          |          |          |          | 2.35     | .891     |
| Adirondack Red Wings  | AHL  | 94/95  |    | 2         | 6         |           |           |           |           | 3.00      |           |    |          |          |          |          |          |          |          |          |
| Detroit Red Wings     | NHL  | 94/95  |    | 19        | 41        |           |           |           |           | 2.26      | .917      |    | 2        | 2        |          |          |          |          | 1.76     | .920     |
| Detroit Red Wings     | NHL  | 95/96  |    | 50        | 106       | 1         |           |           |           | 2.17      | .911      |    | 15       | 33       |          |          |          |          | 2.12     | .898     |
| Detroit Red Wings     | NHL  | 96/97  |    | 47        | 106       |           |           |           |           | 2.30      | .910      |    | 2        | 2        |          |          |          |          | 2.55     | .905     |
| Detroit Red Wings     | NHL  | 97/98  |    | 64        | 140       |           |           |           |           | 2.21      | .913      |    | 22       | 48       |          |          |          |          | 2.12     | .918     |
| Detroit Red Wings     | NHL  | 98/99  |    | 63        | 149       |           |           |           |           | 2.42      | .910      |    | 6        | 14       |          |          |          |          | 2.35     | .919     |
| Detroit Red Wings     | NHL  | 99/00  |    | 53        | 126       |           |           |           |           | 2.40      | .907      |    | 9        | 18       |          |          |          |          | 1.97     | .924     |
| Detroit Red Wings     | NHL  | 00/01  |    | 52        | 127       |           |           |           |           | 2.69      | .903      |    | 6        | 15       |          |          |          |          | 2.47     | .905     |
| New York Islanders    | NHL  | 01/02  |    | 66        | 156       |           |           |           |           | 2.50      | .910      |    | 7        | 17       |          |          |          |          | 2.60     | .912     |
| New York Islanders    | NHL  | 02/03  |    | 37        | 97        |           |           |           |           | 2.92      | .894      |    |          |          |          |          |          |          |          |          |
| St. Louis Blues       | NHL  | 02/03  |    | 9         | 27        |           |           |           |           | 3.05      | .888      |    | 7        | 17       |          |          |          |          | 2.45     | .907     |
| St. Louis Blues       | NHL  | 03/04  |    | 67        | 144       |           |           |           |           | 2.24      | .910      |    | 5        | 12       |          |          |          |          | 2.51     | .890     |
| Grand Rapids Griffins | AHL  | 05/06  |    | 3         | 10        |           |           |           |           | 3.33      |           |    |          |          |          |          |          |          |          |          |
| Detroit Red Wings     | NHL  | 05/06  |    | 32        | 85        |           |           |           |           | 2.76      | .897      |    |          |          |          |          |          |          |          |          |
| Detroit Red Wings     | NHL  | 06/07  |    | 21        | 46        |           |           |           |           | 2.38      | .907      |    |          |          |          |          |          |          |          |          |
| Detroit Red Wings     | NHL  | 07/08  |    | 43        | 84        |           |           |           |           | 2.09      | .914      |    | 19       | 30       |          |          |          |          | 1.55     | .930     |
| Detroit Red Wings     | NHL  | 08/09  |    | 46        | 137       |           |           |           |           | 3.09      | .887      |    | 23       | 47       |          |          |          |          | 2.01     | .926     |
| Detroit Red Wings     | NHL  | 09/10  |    | 23        | 63        |           |           |           |           | 3.02      | .888      |    |          |          |          |          |          |          |          |          |
| Detroit Red Wings     | NHL  | 10/11  |    | 11        | 29        |           |           |           |           | 2.77      | .903      |    |          |          |          |          |          |          |          |          |